# Ableger (Technologie)
Ein Ableger oder Spin-off bezeichnet im Bereich der Technologie die Nutzung einer Innovation beziehungsweise einer bekannten Technologie in einem Bereich, für den sie ursprünglich nicht entwickelt worden ist.

## Zum Begriff
Bei einem Ableger im Technologiebereich wird entweder eine bestehende Technologie für einen bis dahin nicht gedachten Zweck benutzt oder eine technologische Innovation für einen Zweck gebraucht, für den sie ursprünglich nicht entwickelt worden ist.
Der Begriff entstammt dem englischen und bedeutet wörtlich „Spritztour“, „auf Abwegen“, „aus dem Kreis geworfen“ zu to spin „drehen, wirbeln, kreiseln“. Er wurde Ende der 1950er in den USA geprägt, insbesondere für Nutzungsmöglichkeiten von für die Luft- und Raumfahrt entwickelten Werkstoffen, die ungeplant durch andere Anwendungen finanzielle Erfolge brachten.
Spätestens seit den 1970er Jahren wurde der Spin-Off-Effekt auch in der sicherheitspolitischen Diskussion genutzt um Rüstungsausgaben eine weitere Rechtfertigung zu geben. Demnach galt die Rüstungsindustrie als Innovationsmotor. Wichtige technologische Entwicklungen seien der Rüstungsindustrie zu verdanken, die somit auch erheblich zum Wirtschaftswachstum beigetragen habe. Gegner dieser Position verwiesen auf Japan, das ohne größere Rüstungsausgaben zu tätigen und ohne größere Entwicklungen von Wehrmaterial ebenfalls ein beachtliches, meist sogar höheres, Wirtschaftswachstum zu verzeichnen habe.
In der Medizin ist der Begriff Ableger unüblich. Stattdessen wird dort von Off-Label-Use gesprochen.

## Beispiele
Als gutes Beispiel ist der Laser zu nennen, der nach seiner Entwicklung als kohärente Lichtquelle Einzug in eine breite Palette von Bereichen gefunden hat (Laserdrucker, Laserpointer, Laser zur Materialbearbeitung und viele andere mehr).
Aus Deutschland stammt das Beispiel des Nierensteinzertrümmerers, dessen Prinzip ESWL bei einer Untersuchung zur Allwetterfestigkeit des militärischen Überschallflugzeuges F-104 Starfighter bei Dornier entdeckt und dann gezielt für ESWL entwickelt wurde.
Oft publiziert wird unberechtigterweise die Teflonpfanne als ein Spin-Off mit breitester Wirkung für die Allgemeinheit. Teflon sei ursprünglich für die Raumfahrt entwickelt worden, um Lager herzustellen, die im Vakuum ohne Schmierstoff funktionieren. Aufgrund seiner zusätzlich vorhandenen hervorragenden Anti-Haft-Eigenschaften soll es dann den Ableger auf die Teflonpfanne gegeben haben. Dieser Zusammenhang stimmt jedoch nicht (siehe Teflon).
Für die sicherheitspolitische Diskussion ist ein Gegenbeispiel die Entwicklung des Landing Vehicle Tracked, eines gepanzerten Amphibienfahrzeuges, das für Landungsoperationen benutzt wurde. Es entstand aus dem Entwurf für ein Rettungs- und Katastrophenhilfsfahrzeug.